# 平瀬實武
平瀬 實武（実武、ひらせ さねたけ、1901年11月17日 - 1994年1月18日）は、日本の政治家、革新首長。第15代鹿児島市長、第2代鹿児島県串木野市長、元串木野町長。鹿児島県議会（鹿児島県会）議員、鹿児島市会議員、同副議長も歴任した。串木野市名誉市民。

## 経歴
鹿児島市下荒田町の旧家・最上家に生まれる（平瀬は養子先の姓）。旧制鹿児島県立第二鹿児島中学校（現：鹿児島県立甲南高等学校）を経て、1922年旧制第七高等学校造士館（現：鹿児島大学）文科卒業、1926年に東京帝国大学農学部農業経済学科卒業。同じ下荒田町出身で後輩の佐多忠隆とは、旧制中学生（通う中学は別）と旧制七高生のとき、ともに社会主義について勉強した。大学卒業後、帰郷し家業の銭湯を経営する（後述）。地元下荒田町の住民に推されて1933年に鹿児島市会議員に当選し、以降10年間務め、そのうち1942年からは副議長を1期務めた。1939年には、鹿児島県会議員にも鹿児島市区から当選（兼任）。
1943年に、串木野町（のちの串木野市）議会による全会一致の推薦決議を受け、串木野町長に就任し、疎開対策や戦災からの復興に尽力する。1947年、公職追放となる。追放解除後の1952年の第25回衆議院議員総選挙に鹿児島1区から無所属で立候補したが落選した。1955年に串木野市長に当選し、財政再建に取り組む。
1959年4月30日の鹿児島市長選挙（現職の勝目清は不出馬引退）に平瀬は革新系無所属として立候補して、日本社会党、鹿児島県総評、串木野市関係者、中小企業関係者などの推薦を受け、地元人平瀬のイメージを前面に押し出して選挙戦を展開し、自民党色を押し出した保守系無所属の三ッ井卯三男（元鹿児島県副知事）を破り、鹿児島市初の革新系市長として当選した（在任中については後述）。1963年の市長選では平瀬は前回落選した保守系無所属の三ッ井卯三男と再び争い、激しい選挙戦の結果、6000余りの小差で落選した。市長退任後は有機農法の推進活動をおこなう。1967年には鹿児島県議会議員に当選し、1971年の県議選でも再選して1975年まで務めた（いずれも鹿児島市区選出、無所属）。1972年4月、地方自治功労により勲四等旭日小綬章受章。1994年1月18日、逝去。

## 串木野町長・第2代串木野市長
1943年10月20日から1947年2月8日に串木野町長を務めて、橋口行彦最終代串木野町長・初代（第1-2期）串木野市長の期間を挟み、1955年4月30日から1958年12月27日まで第2代（第3期）串木野市長。平瀬は、串木野町長として戦中・戦後の混乱期に復興事業をいち早く実施し、串木野市長として戦後の財政再建を図り後の串木野市発展の基礎づくりに尽力して、その功績により串木野市名誉市民の受称者第1号となった。

## 第15代鹿児島市長
自身は日本社会党の支持者であったが、鹿児島市長としては無所属で立候補、活動した。在任中は宅地造成、下水道整備、ゴミ収集の定時化など市民生活に直結する政策を実施した。他の主な実績としては、鹿児島市民憲章の制定や鹿児島南港の開設、イタリアナポリ市との姉妹都市締結が挙げられる。公園・街路の緑化など観光行政にも力を入れた。

## 銭湯経営
鹿児島市下荒田で温泉銭湯「竹迫温泉」を経営。この銭湯は、1892年に「竹迫湯」として開業したものを、昭和初期に實武が掘削して沸かし湯から温泉に転換し屋号を「竹迫温泉」と変更したもの。實武は鹿児島の銭湯における温泉掘削の推進活動を行い、「鹿児島温泉銭湯文化の父」とも称される。鹿児島市長時代も合間を縫って番台に座り、番台でシェークスピアの原書を読む姿が有名だった。
1992年7月にフジテレビ系列で放送された「第6回FNSスーパースペシャル1億2000万人の平成教育テレビ」において竹迫温泉からの中継が行われた際、番台に座った90歳当時の平瀬が生出演している。